# 尼崎城

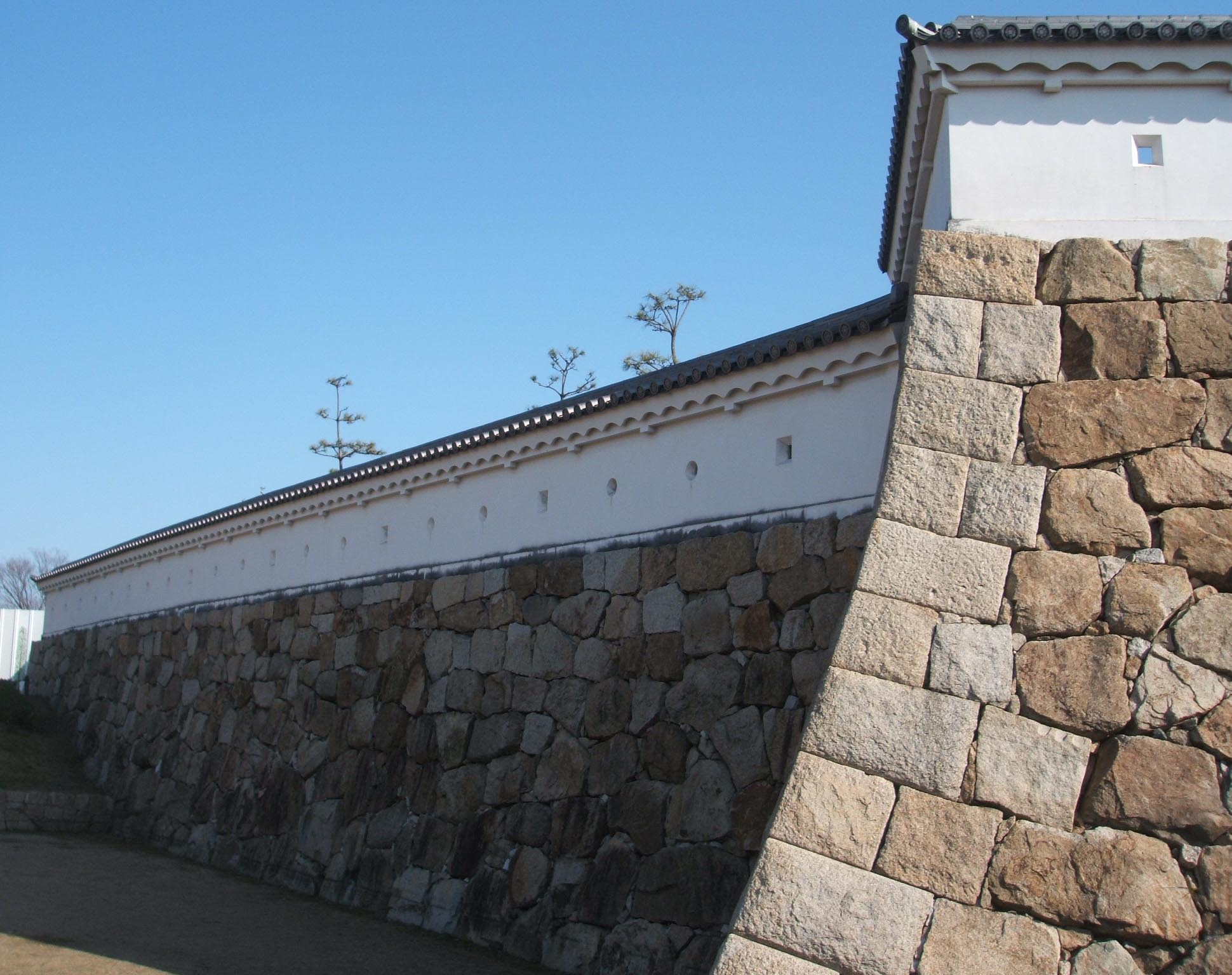
復興石垣

尼崎城（あまがさきじょう）は、兵庫県尼崎市にあった日本の城。江戸時代初期に築城された平城。
安土桃山時代の天正6年（1578年）に荒木村重が織田信長に反旗を翻した際、有岡城から逃げ込んだ先である大物城も尼崎城（尼崎古城）とも呼ばれるが、現在の尼崎城趾とは位置が異なる。

## 沿革
元和3年（1617年）、戸田氏鉄（うじかね）が5万石で入封し築いた。3重の堀をもち、本丸には2重の付櫓を2棟付属させた複合式の四重天守と3棟の三重櫓が上げられた。
城主は、築城から廃城まで3氏12代が入れ替わった。戸田氏の後は、青山氏4代、そして正徳元年（1711年）桜井松平家の松平忠喬（ただたか）が4万6千石で入り、以後桜井松平家の支配が7代と続き幕末を迎えた。最後の藩主は松平忠興である。歴代城主については尼崎藩の歴代藩主の一覧に記載がある。
弘化3年（1846年1月28日、本丸の女中部屋付近より出火。本丸御殿が即日全焼した。再建の速度は領民の協力もあって甚だ早く、その年の7月には着工、翌年の1月28日には上棟式、そして6月28日に完成したという（「尼崎城本丸平面図」）。
明治6年（1873年）の廃城令により建物が一部を除き取り壊されたが、明治7年（1874年）、本丸御殿の一部である金之間が、菩提寺・深正院（市内大物町）の本堂として移築された。この本堂は戦前まで残っていたが、戦災に遭い焼失した。「金之間」は、「牡丹之間」と「菊之間」を合わせた名称であり、「菊之間」と「牡丹之間」は4面とも全て金箔張りであったことから「金之間」と呼ばれた。本丸御殿で最も高い格式を持った来客専用貴賓室であった。
昭和6年 (1931年)、尼崎高等女学校の鉄筋コンクリート造校舎（現在の文化財収蔵庫）が建つことになったため、天守閣が明治初期に解体された後も天守山と呼ばれ、残されていた天守台の小山が少し北側に移設され、移設された天守山に天守閣跡の碑が建てられる。
その後、昭和30年代に移設天守山の場所にも別の校舎（現在の成良中学校琴城分校）が建ったので、天守山は消滅し天守閣跡の碑は正門前の植え込みに移された。
現在は本丸が尼崎市立明城小学校の敷地として利用されている他、他の曲輪および埋め立てられた内外の堀跡の大半も市関連施設の敷地や宅地などで占められており、西三之丸の北半が尼崎城址公園として整備されているにとどまる。しかしながら、城址公園には石垣および土塀が模擬復元され、平成30年（2018年）には資産家の寄贈による外観復元天守が完成した。

## 縄張り

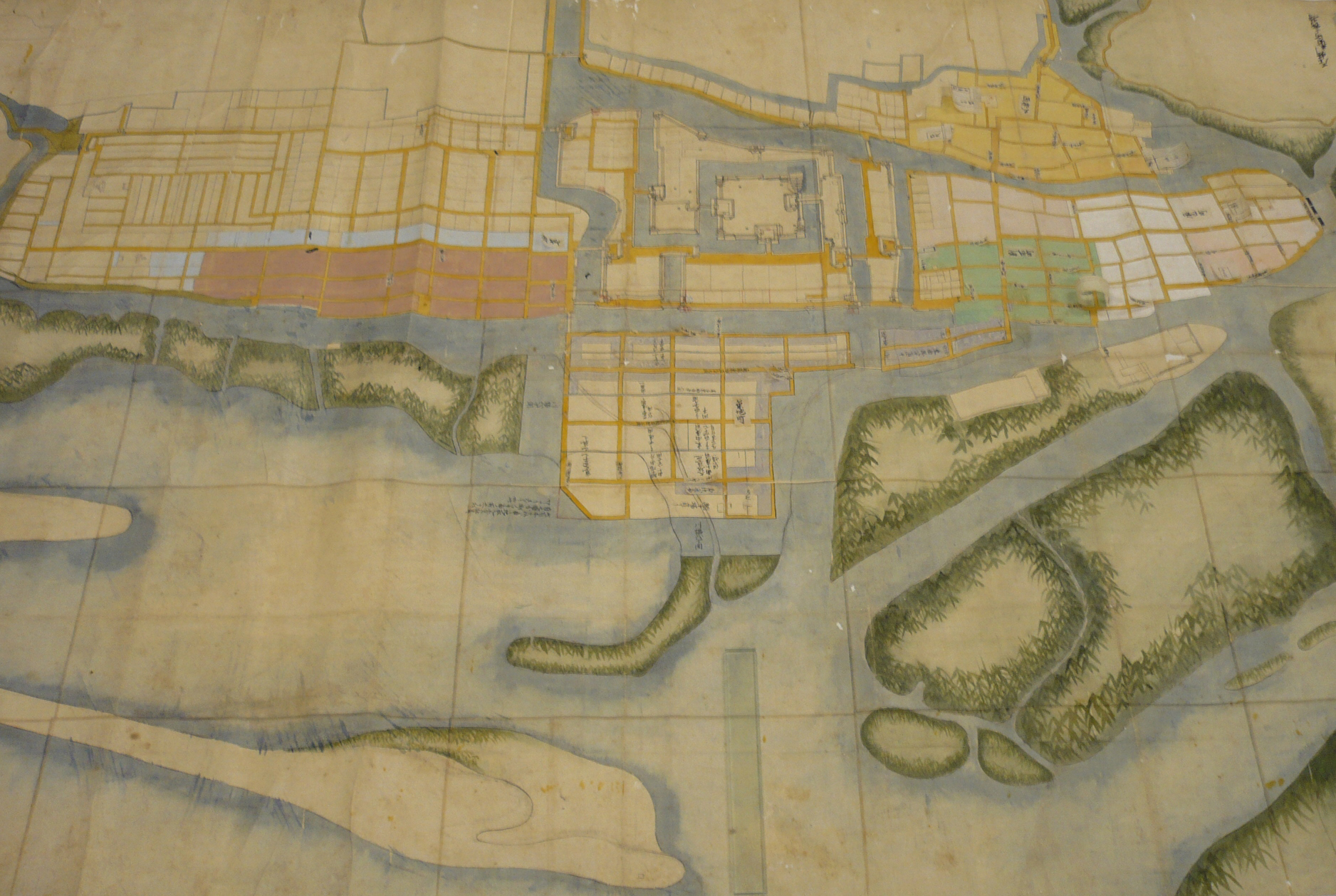
寛文10年（1670年）頃尼崎城下絵図（尼崎市立地域研究史料館所蔵）

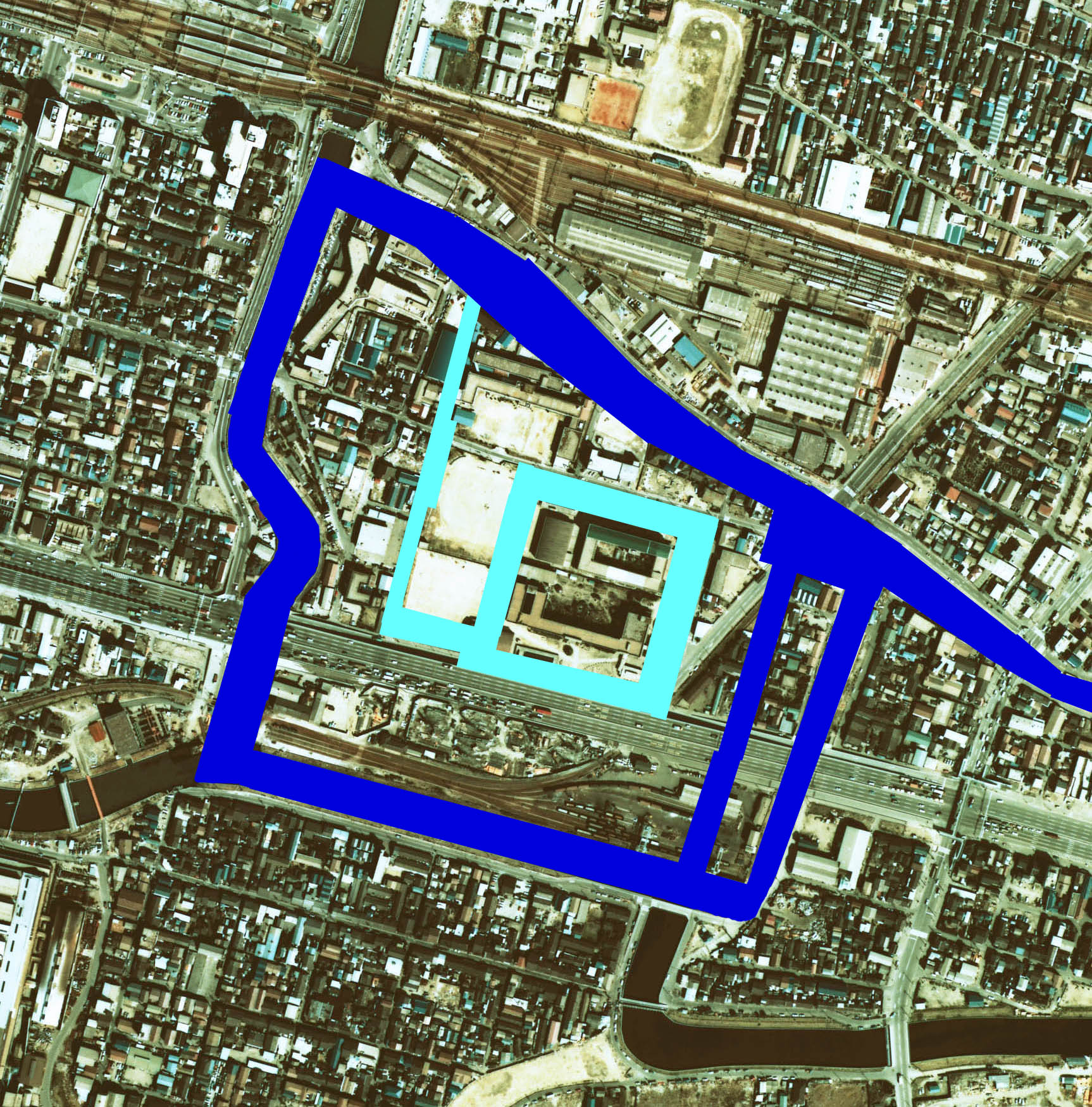
推定城郭。昭和49年度のカラー空中写真

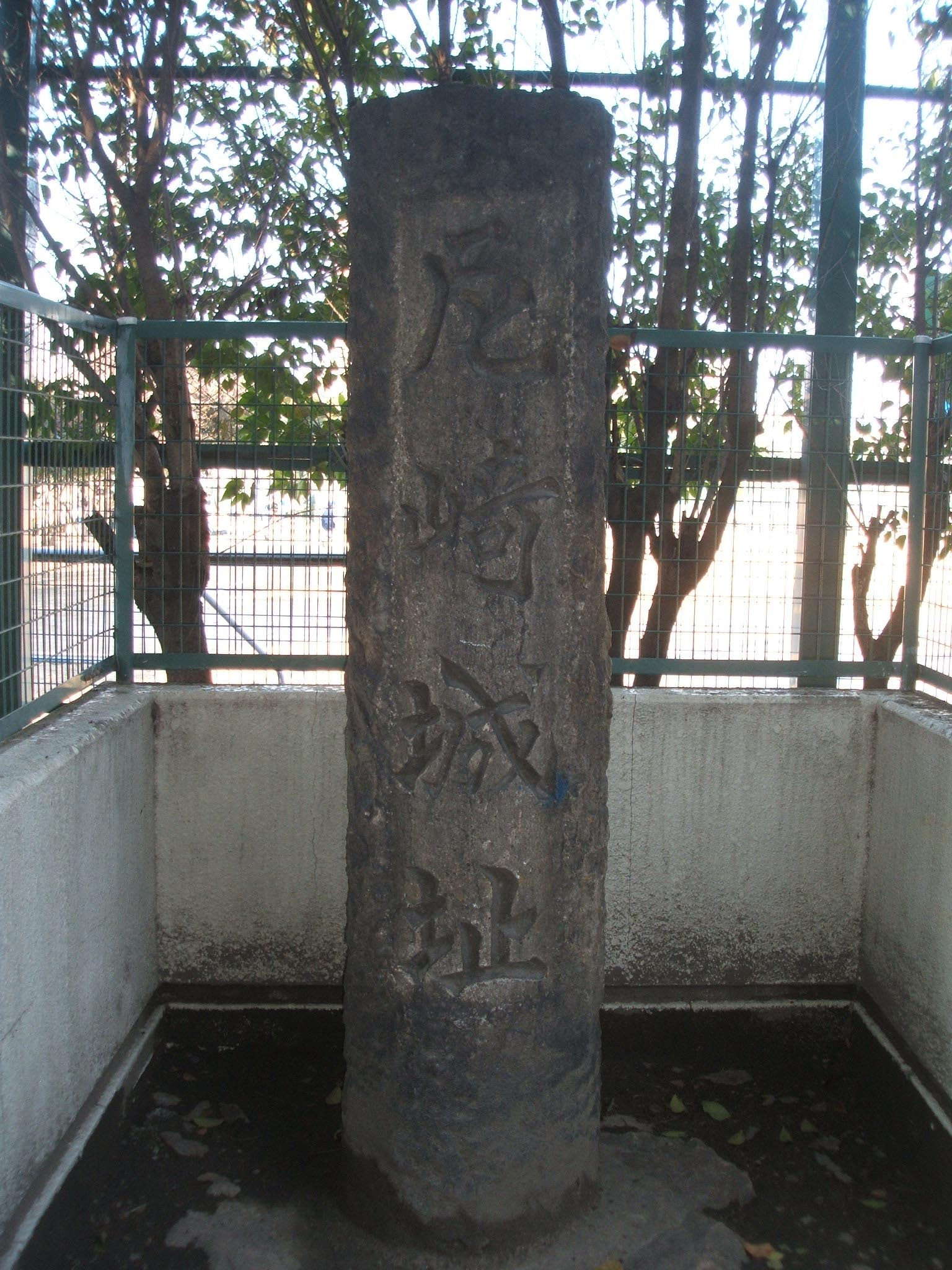
尼崎城跡石碑

尼崎城は大物川（現在は埋立）と庄下川が大阪湾に注ぐデルタ地帯に築かれた城で、尼崎城に直接船が横付けできたことから、海に浮かんだような城であったと言われている。
水堀は2重、3重に巡らされ、縄張りはほぼ正方形で4重の天守・3棟の三重櫓・城門・本丸御殿を建て並べた本丸の周囲に、西から北にかけて二之丸、東に松之丸、南に南浜、さらに東西の外郭として東三之丸、西三之丸を配した。
東三之丸・南浜・西三之丸を取り囲むように大物町・辰巳町・風呂辻町・市庭町・別所町・築地町・中在家町・宮町といった城下町が形成され、大坂と西宮を結ぶ中国街道（現・国道43号）を取り込んだ。宮町の北側には東屋敷・西屋敷といった侍屋敷・足軽屋敷や寺町が形成され、東西の守りをより堅固にした。寛文9年（1669年）には飛地の町場として出屋敷（宮町新家）が中国街道に沿って形成された。

### 本丸

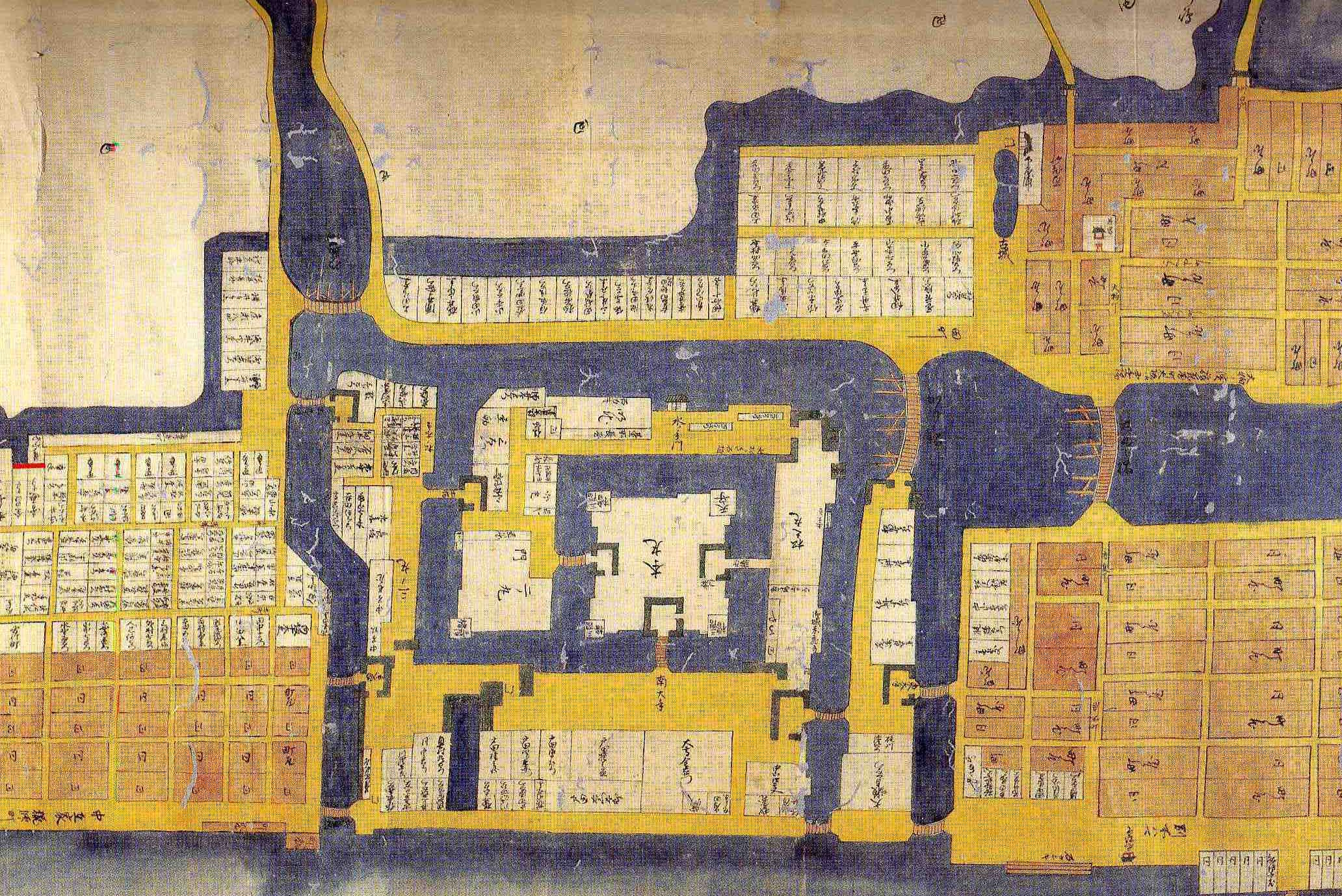
寛永12年（1635年）尼崎城下絵図、大垣市立図書館蔵。「古城」部分拡大図

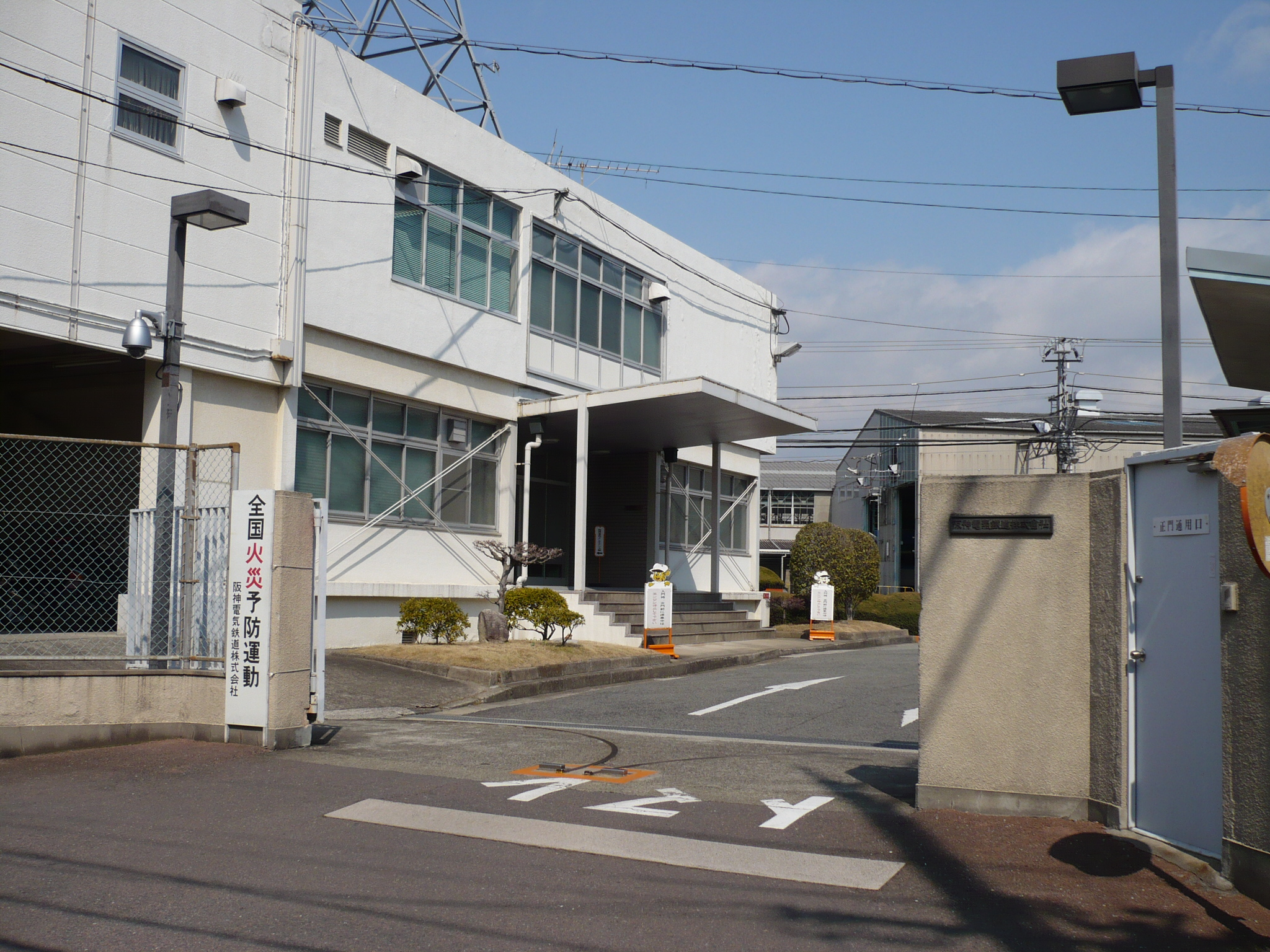
阪神電車車庫正面門

本丸は東西、南北とも約115メートルのほぼ正方形で、尼崎城の中心に位置し、藩の政務をつかさどる場所であった。本丸の北東隅に天守、天守の付櫓として寅卯二重渡櫓と二重渡櫓、他の3隅に三重櫓が1棟ずつ建てられ、大手方面は多聞櫓を廻らせていた。その中心に御殿があり、大書院を中心として台所や居間、式台、金之間など複数の建物を繋げた構成であった。虎口は東に虎之門、南に太鼓門、西に搦手門の3つが開かれていた。「尼崎城惣郭楼石垣間数幷城下町家数」（『尼崎市史』5）には「御本丸　東西六拾三間半南北六拾三間半」とあり、正方形をなしていた。天守と三つの隅櫓の間は長い渡櫓で連結されていた。
天守
本丸の東北隅に位置し、西側と南側に付櫓を持つ複合式層塔型4重4階の天守で「分間城図付絵図」では「四重組大櫓」とも併記されている。外観は白漆喰総塗籠で2重目から4重目に唐破風や切妻破風が付けられていた。規模は、東西（桁行）10間5尺4寸（約21メートル）、南北（梁間）8間3尺（約17メートル）、天守台上から棟までの高さは55尺3寸（約16.8メートル）あった。
隅櫓
隅櫓は天守以下の4隅に建てられ、いずれも3重で2重目屋根に唐破風、切妻破風、千鳥破風を付けていた。
東南隅：武具櫓、西南隅：角櫓（伏見櫓）、西北隅：塩嘈櫓

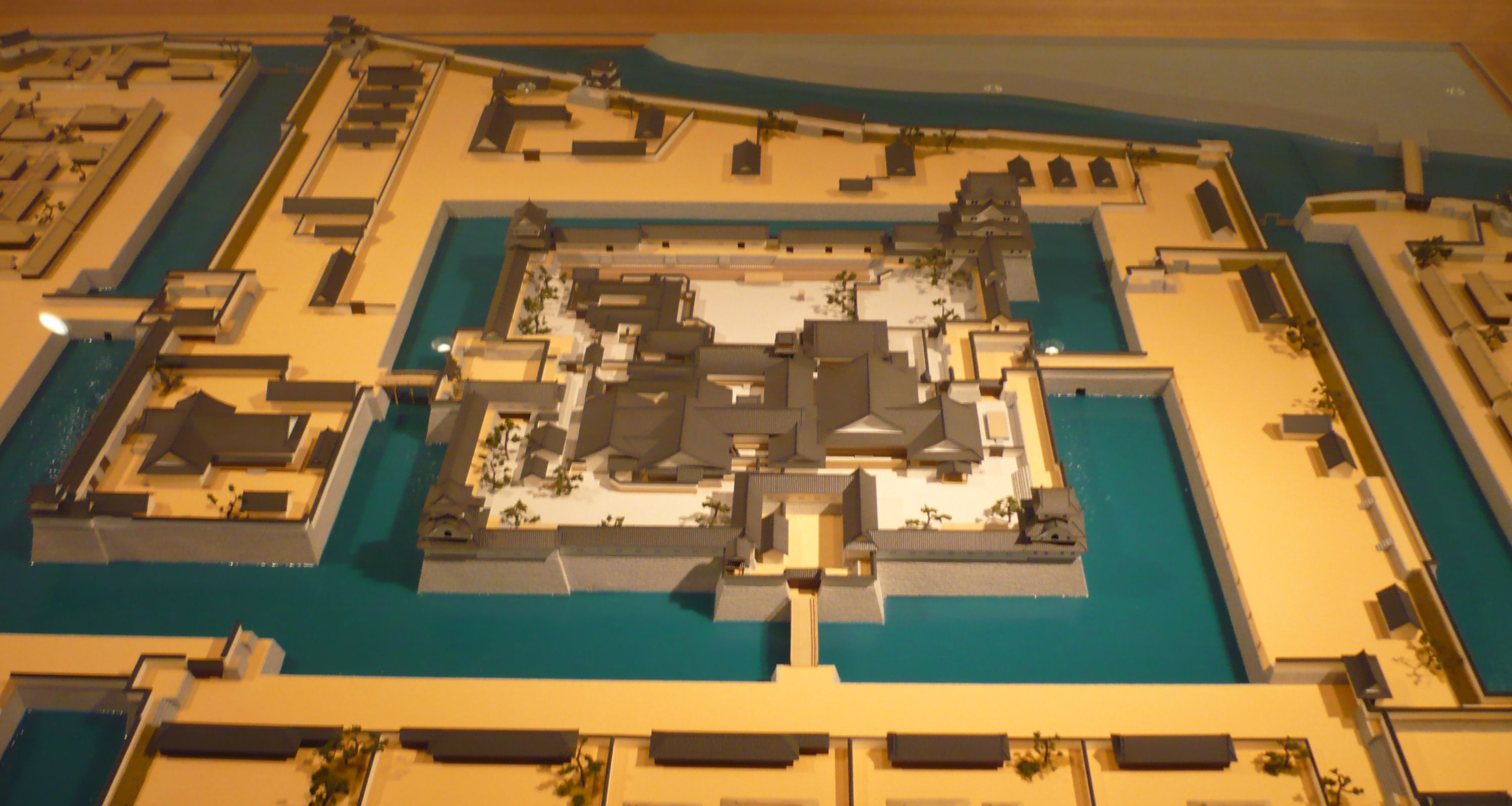
尼崎城復元模型（尼信博物館所蔵）
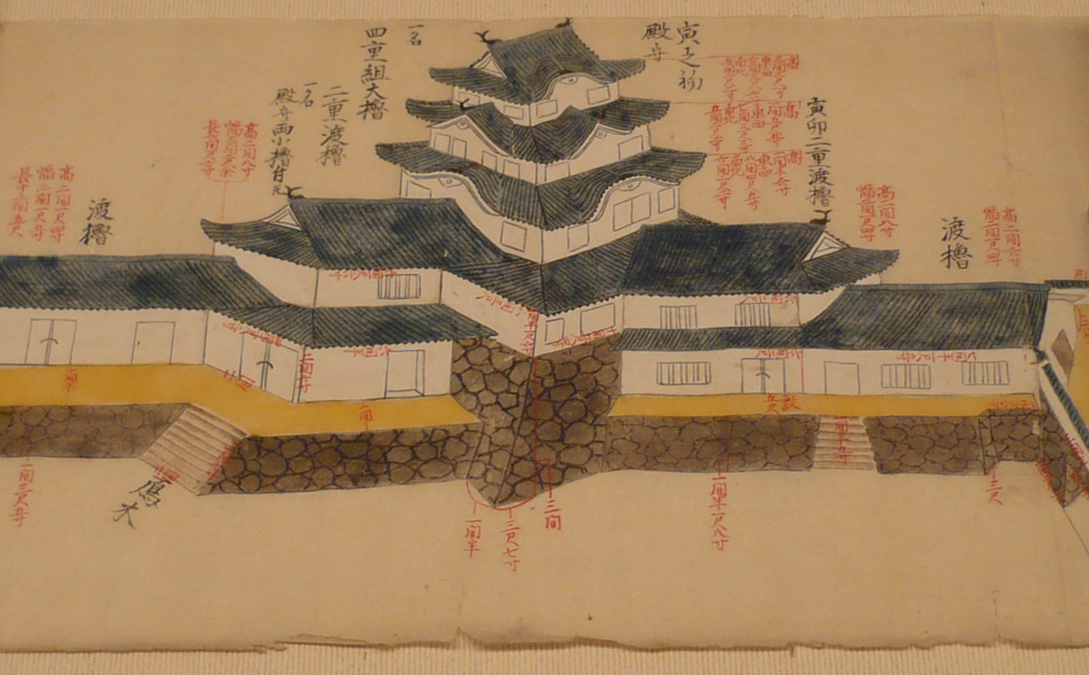
尼崎城分間絵図
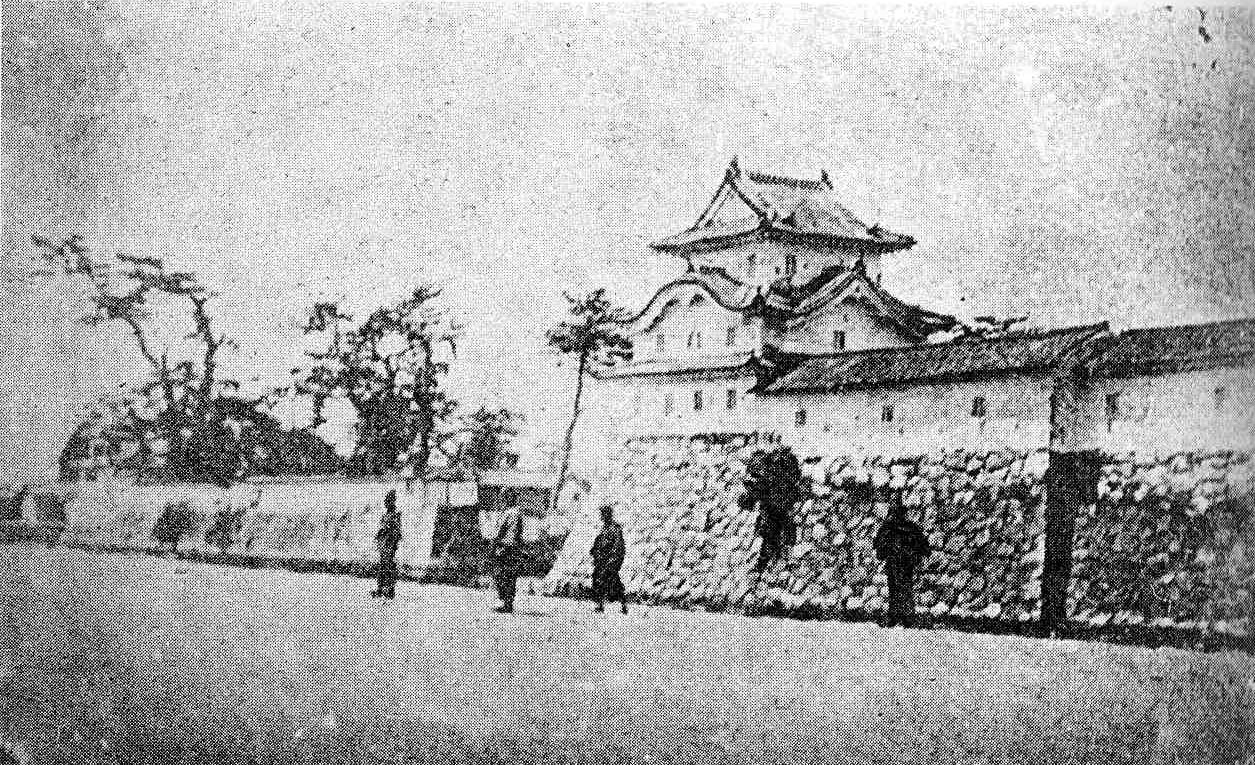
西南隅にあった廃城前の伏見櫓
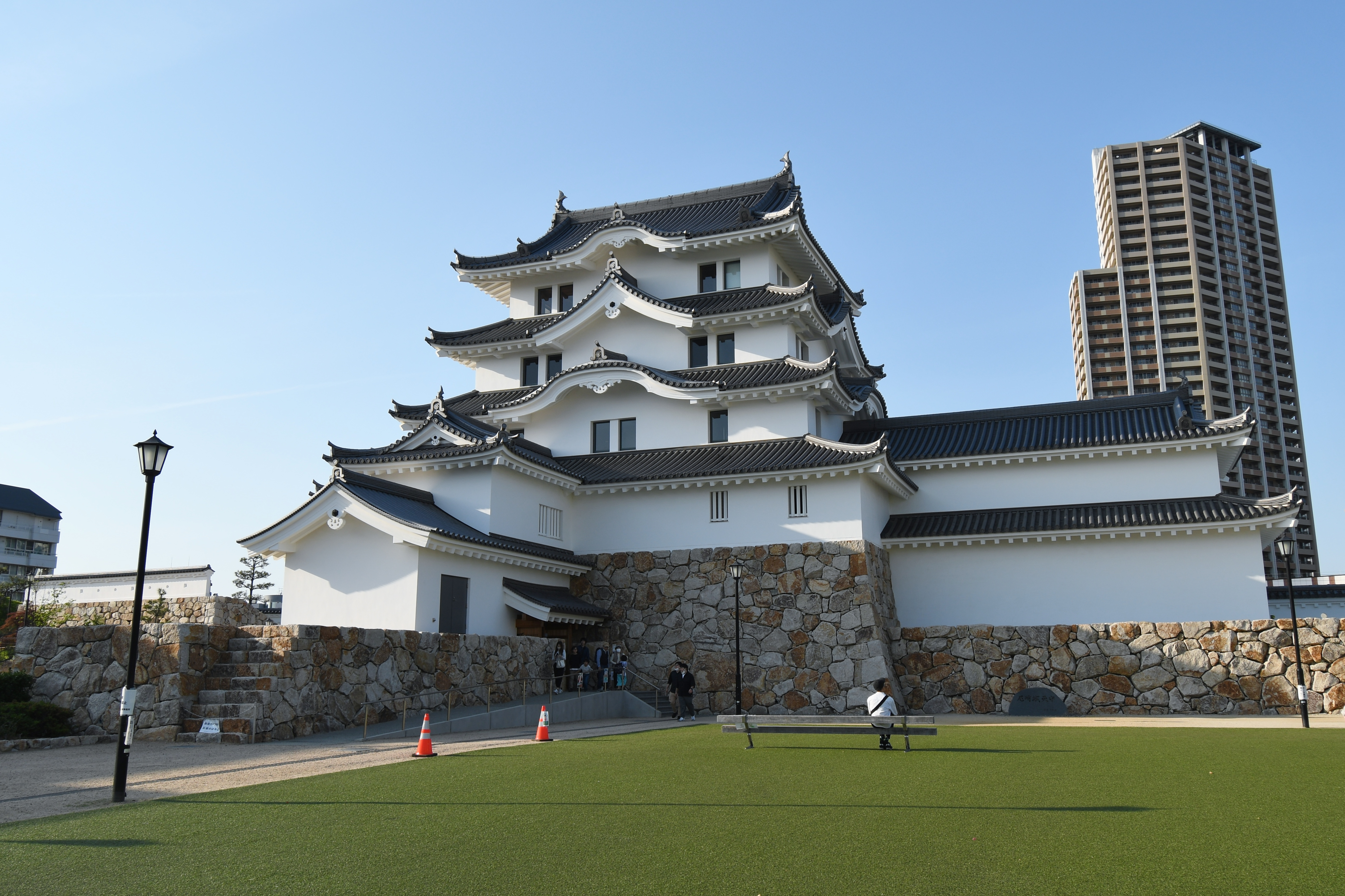
復元天守（南から）

尼崎城
尼崎へ入封した戸田氏鉄が元和3年（1617年）に築城。本丸の位置は、中世の絵図を参考にすれば、本興寺の故地に当たる。この「近世尼崎城」は、現在の尼崎市北城内・南城内に位置する。
尼崎市史（昭和40年代発行）によると、大物城を取り壊しその上に規模を拡大して近世尼崎城築城と判断していた。これが同一の城という根拠になり、他の尼崎城の文献にもそのような記載が見かけられる。しかし、戦国期大物城はむしろ近世尼崎城の北東、大物の西側付近にあったものとの考え方も示されている。『尼崎城下絵図』によると、池のような場所の南に「古城」という場所が記載されており、これが大物城のことではないかと推察されている。現在の阪神電車車庫東端からその東側辺りで、近世尼崎城でいうと城下町にあたる。

## 外観復元天守
家電量販店・旧ミドリ電化（現エディオン傘下）創業者の安保詮は、創業の地に恩返しがしたいと考え、10億円以上の私財を投じて天守を再建した上で尼崎市に寄贈したいとして、2015年（平成27年）11月25日付で、市有地の利用などについて市と「尼崎城の建築及び寄附に関する協定」を締結した(p1)。大きさや外観は当時の建物を再現するが、近世天守跡地は周辺施設が既に様々にあって問題の発生が予想されるため、これを避け、北西約300メートルずれた地点にある西三之丸跡地、すなわち、尼崎城址公園内に築かれることとなった(p4)。
尼崎市は、「一口城主」や記名される「一枚瓦」による寄付とサポーターの募集、イベントなどを行っている。

### 基本情報
- 所在地 - 尼崎市北城内27番地、ほか。[6](p4)
- 施設構成と規模

敷地面積 13,479.1m2、建築面積 641.96m2、延床面積 1,408.99m2。全高（石垣を含む垂直高）24.399m。(p4)
四重天守、二重附櫓。鉄筋コンクリート造。地上5階建て。エレベーター1基あり。(p4)

### 年表
- 2016年（平成28年）12月20日 - 関連工事の着工／仮囲いの設置と建築地の整備が始まる[6](p26)[11][12]。
- 2017年（平成29年）4月 - 天守建築の着工[6](p26)。尼崎城基金の設置。
- 2018年（平成30年）
  - 3月31日 - 「尼崎城一枚瓦寄附」の受付を終了[13](p1)。
  - 8月 - 外構工事[6](p26)。
  - 8月17日 - この時点で、市内外の個人・団体からの寄付額は約1億4463万円（うち約459万円はふるさと納税）[14]。
  - 10月某日 - 天守の落成[14]／その後、展示施設が着工され、竣工する。
  - 11月30日 - 「尼崎城一口城主寄附」の受付を終了（※尼崎城基金は継続）[13](p1)。一連の施設を尼崎市に寄贈[15]。
- 2019年（平成31年）
  - 1月7日～25日 - 「尼崎城桜植樹寄附」の公募[13](p1)。
  - 3月中旬 - 抽選当選者の新天守内覧会（3日間）[16](p1)。
  - 3月29日 - グランドオープン／新天守内部の一般初公開[17][18]。

## 尼崎城の遺構・遺物
廃城令による競売のため、尼崎城郭図(尼崎市指定文化財)が作成されており、本丸御殿内の藩主の私邸部分や城郭内にあった武家屋敷は描かれておらず、競売で売却する建物に番号を振り上段にはそのリストが表示されていることから、城内の武家屋敷以外は競売により売却されたと思われる。藩主の菩提寺である深正院が買収し移築した「金之間」以外の建物は行方が分かっていないが、父が尼崎藩士であった福田松蔵が明治7年(1874)に描いた「尼崎城之画」に儒学者の中谷雲漢が加えた賛に、前年に廃城となった尼崎城が朝廷のものとなり、大阪の商人により解体され、船で持ち出される情景が記されていることから、尼崎市以外に移築されたと考えられる。深正院に移築された「金之間」は、第二次世界大戦で焼失している。
現在、尼崎城の地上の遺構としては、確認できるものは少ないが、尼崎市教育委員会は20回以上の発掘調査を実施しており、本丸御殿跡等建物遺構や、外堀として利用されていた庄下川の堤防下より石垣の一部の遺構や、その他多数の遺物が出土している。中央図書館に近い庄下川の川底からは、一列に並んだ石の列が発見され、橋脚を固定する石であろうとされている。また尼崎城址公園の模擬城郭に利用されている石の中にも、矢穴石という石切の際の矢跡が残る石が幾つも見ることができる。公園の石垣に関しては、公園の建設時に使い道がなくなって保管された石を再利用したものと想像される。
南城内にある櫻井神社の境内に、尼崎城本丸御殿（上料理の間）の棟瓦や城の橋脚を加工したと伝えられる石材の碑が保存されている。この石碑は、一桜井亀文と号した藩主・松平忠告の句碑で、難波八幡神社境内にも、同じく橋脚を加工したと伝えられる忠告の句碑がある。また南城内・明城小学校の南側には、同じ橋脚石材の尼崎城址碑が建てられている。
発掘調査に関しては、尼崎市立地域研究史料館で調査報告書を見ることができ、出土した遺物に関しては尼崎市立歴史博物館にて閲覧することができる。